# Mattéo Ahlinvi
Mattéo Ahlinvi (Arcachon, 2 luglio 1999) è un calciatore francese naturalizzato beninese, centrocampista dell'Arsenal Tula e della nazionale beninese.

## Caratteristiche tecniche
È un centrocampista difensivo.

## Carriera

### Club
Cresciuto nel settore giovanile del Guingamp, nel 2019 è stato acquistato dal Nîmes con cui ha debuttato fra i professionisti giocando l'incontro di Coupe de la Ligue vinto 3-0 contro il Lens. Nel giugno 2020 ha firmato il suo primo contratto professionistico ed il 16 settembre 2020 ha esordito in Ligue 1 giocando il match pareggiato 0-0 contro l'Olympique Lione.
Il 14 giugno 2021 viene acquistato dal Digione, dove rimane fino all'estate 2023.
Nel luglio 2023 si trasferisce in Serbia al Čukarički, dove in circa sei mesi gioca tre gare di campionato, due di Coppa di Serbia e una valida per gli spareggi di ritorno di UEFA Europa League.
Il 1º febbraio 2024, dopo aver rescisso con il club serbo, viene presentato dagli svedesi del Västerås SK, che si apprestavano a disputare da neopromossi il campionato di Allsvenskan 2024.

### Nazionale
Nato in Francia da padre beninese, ha giocato per la nazionale Under-19 francese ma nel 2020 ha scelto di rispondere alla convocazione del CT del Benin Michel Dussuyer. Ha debuttato l'11 ottobre in occasione dell'amichevole vinta 2-0 contro il Gabon.

## Statistiche

### Presenze e reti nei club
Statistiche aggiornate al 4 febbraio 2023.
| Stagione          | Squadra           | Campionato        | Campionato | Campionato | Coppe nazionali | Coppe nazionali | Coppe nazionali | Coppe continentali | Coppe continentali | Coppe continentali | Altre coppe | Altre coppe | Altre coppe | Totale | Totale | Totale |
| Stagione          | Squadra           | Comp              | Pres       | Reti       | Comp            | Pres            | Reti            | Comp               | Pres               | Reti               | Comp        | Pres        | Reti        | Pres   | Reti   |        |
| ----------------- | ----------------- | ----------------- | ---------- | ---------- | --------------- | --------------- | --------------- | ------------------ | ------------------ | ------------------ | ----------- | ----------- | ----------- | ------ | ------ | ------ |
| 2016-2017         | Guingamp 2        | CFA2              | 4          | 1          |                 | -               | -               |                    | -                  | -                  |             | -           | -           | 4      | 1      |        |
| 2017-2018         | Guingamp 2        | N3                | 12         | 2          |                 | -               | -               |                    | -                  | -                  |             | -           | -           | 12     | 2      |        |
| 2018-2019         | Guingamp 2        | N3                | 5          | 0          |                 | -               | -               |                    | -                  | -                  |             | -           | -           | 5      | 0      |        |
| Totale Guingamp 2 | Totale Guingamp 2 | Totale Guingamp 2 | 21         | 3          |                 | -               | -               |                    | -                  | -                  |             | -           | -           | 21     | 3      |        |
| 2019-2020         | Nîmes 2           | N2                | 17         | 0          |                 | -               | -               |                    | -                  | -                  |             | -           | -           | 17     | 0      |        |
| 2020-2021         | Nîmes 2           | N3                | 1          | 0          |                 | -               | -               |                    | -                  | -                  |             | -           | -           | 1      | 0      |        |
| Totale Nimes 2    | Totale Nimes 2    | Totale Nimes 2    | 18         | 0          |                 | -               | -               |                    | -                  | -                  |             | -           | -           | 18     | 0      |        |
| 2019-2020         | Nîmes             | L1                | 0          | 0          | CF+CdL          | 1+1             | 0               |                    | -                  | -                  |             | -           | -           | 2      | 0      |        |
| 2020-2021         | Nîmes             | L1                | 20         | 2          | CF              | 1               | 0               |                    | -                  | -                  |             | -           | -           | 21     | 2      |        |
| Totale Nimes      | Totale Nimes      | Totale Nimes      | 20         | 2          |                 | 3               | 0               |                    | -                  | -                  |             | -           | -           | 23     | 2      |        |
| 2021-2022         | Digione 2         | N3                | 7          | 1          |                 | -               | -               |                    | -                  | -                  |             | -           | -           | 7      | 1      |        |
| 2022-2023         | Digione 2         | N3                | 3          | 2          |                 | -               | -               |                    | -                  | -                  |             | -           | -           | 3      | 2      |        |
| Totale Digione 2  | Totale Digione 2  | Totale Digione 2  | 10         | 3          |                 | -               | -               |                    | -                  | -                  |             | -           | -           | 10     | 3      |        |
| 2021-2022         | Digione           | L2                | 23         | 0          | CF              | 2               | 0               |                    | -                  | -                  |             | -           | -           | 25     | 0      |        |
| 2022-2023         | Digione           | L2                | 7          | 0          | CF              | 0               | 0               |                    | -                  | -                  |             | -           | -           | 7      | 0      |        |
| Totale Digione    | Totale Digione    | Totale Digione    | 30         | 0          |                 | 2               | 0               |                    | -                  | -                  |             | -           | -           | 32     | 0      |        |
| Totale carriera   | Totale carriera   | Totale carriera   | 99         | 8          |                 | 5               | 0               |                    | -                  | -                  |             | -           | -           | 104    | 8      |        |

### Cronologia presenze e reti in nazionale
| Cronologia completa delle presenze e delle reti in nazionale ― Benin | Cronologia completa delle presenze e delle reti in nazionale ― Benin | Cronologia completa delle presenze e delle reti in nazionale ― Benin | Cronologia completa delle presenze e delle reti in nazionale ― Benin | Cronologia completa delle presenze e delle reti in nazionale ― Benin | Cronologia completa delle presenze e delle reti in nazionale ― Benin | Cronologia completa delle presenze e delle reti in nazionale ― Benin | Cronologia completa delle presenze e delle reti in nazionale ― Benin |
| Data                                                                 | Città                                                                | In casa                                                              | Risultato                                                            | Ospiti                                                               | Competizione                                                         | Reti                                                                 | Note                                                                 |
| -------------------------------------------------------------------- | -------------------------------------------------------------------- | -------------------------------------------------------------------- | -------------------------------------------------------------------- | -------------------------------------------------------------------- | -------------------------------------------------------------------- | -------------------------------------------------------------------- | -------------------------------------------------------------------- |
| 11-10-2020                                                           | Lisbona                                                              | Gabon                                                                | 0 – 2                                                                | Benin                                                                | Amichevole                                                           | -                                                                    | 57’                                                                  |
| 14-11-2020                                                           | Cotonou                                                              | Benin                                                                | 1 – 0                                                                | Lesotho                                                              | Qual. Coppa d'Africa 2021                                            | -                                                                    | 59’                                                                  |
| 2-9-2021                                                             | Antananarivo                                                         | Madagascar                                                           | 0 – 1                                                                | Benin                                                                | Qual. Mondiali 2022                                                  | -                                                                    | 84’                                                                  |
| 6-9-2021                                                             | Cotonou                                                              | Benin                                                                | 1 – 1                                                                | RD del Congo                                                         | Qual. Mondiali 2022                                                  | -                                                                    | 86’                                                                  |
| 7-10-2021                                                            | Dar es Salaam                                                        | Tanzania                                                             | 0 – 1                                                                | Benin                                                                | Qual. Mondiali 2022                                                  | -                                                                    | 83’                                                                  |
| 10-10-2021                                                           | Cotonou                                                              | Benin                                                                | 0 – 1                                                                | Tanzania                                                             | Qual. Mondiali 2022                                                  | -                                                                    | 86’                                                                  |
| 11-11-2021                                                           | Cotonou                                                              | Benin                                                                | 2 – 0                                                                | Madagascar                                                           | Qual. Mondiali 2022                                                  | -                                                                    | 68’                                                                  |
| 24-3-2022                                                            | Adalia                                                               | Liberia                                                              | 0 – 4                                                                | Benin                                                                | Amichevole                                                           | -                                                                    |                                                                      |
| 29-3-2022                                                            | Adalia                                                               | Togo                                                                 | 1 – 1                                                                | Benin                                                                | Amichevole                                                           | -                                                                    | 76’                                                                  |
| 4-6-2022                                                             | Diamniadio                                                           | Senegal                                                              | 3 – 1                                                                | Benin                                                                | Qual. Coppa d'Africa 2023                                            | -                                                                    | 64’                                                                  |
| 8-6-2022                                                             | Cotonou                                                              | Benin                                                                | 0 – 1                                                                | Mozambico                                                            | Qual. Coppa d'Africa 2023                                            | -                                                                    | 41’ 59’                                                              |
| 24-9-2022                                                            | Mohammédia                                                           | Mauritania                                                           | 1 – 0                                                                | Benin                                                                | Amichevole                                                           | -                                                                    | 67’                                                                  |
| 27-9-2022                                                            | Mohammédia                                                           | Benin                                                                | 1 – 3                                                                | Madagascar                                                           | Amichevole                                                           | -                                                                    | 68’                                                                  |
| 22-3-2023                                                            | Cotonou                                                              | Benin                                                                | 1 – 1                                                                | Ruanda                                                               | Qual. Coppa d'Africa 2023                                            | -                                                                    | 88’                                                                  |
| 29-3-2023                                                            | Kigali                                                               | Ruanda                                                               | 0 – 3                                                                | Benin                                                                | Qual. Coppa d'Africa 2023                                            | -                                                                    | 81’                                                                  |
| 17-6-2023                                                            | Cotonou                                                              | Benin                                                                | 1 – 1                                                                | Senegal                                                              | Qual. Coppa d'Africa 2023                                            | -                                                                    | 78’                                                                  |
| 9-9-2023                                                             | Maputo                                                               | Mozambico                                                            | 3 – 2                                                                | Benin                                                                | Qual. Coppa d'Africa 2023                                            | -                                                                    | 74’                                                                  |
| 17-10-2023                                                           | Casablanca                                                           | Benin                                                                | 1 – 2                                                                | Madagascar                                                           | Amichevole                                                           | -                                                                    | Ingresso                                                             |
| 21-11-2023                                                           | Durban                                                               | Lesotho                                                              | 0 – 0                                                                | Benin                                                                | Qual. Mondiali 2026                                                  | -                                                                    | 69’                                                                  |
| 23-3-2024                                                            | Amiens                                                               | Costa d'Avorio                                                       | 2 – 2                                                                | Benin                                                                | Amichevole                                                           | -                                                                    | 73’                                                                  |
| 26-3-2024                                                            | Amiens                                                               | Senegal                                                              | 1 – 0                                                                | Benin                                                                | Amichevole                                                           | -                                                                    | 64’                                                                  |
| 6-6-2024                                                             | Abidjan                                                              | Benin                                                                | 1 – 0                                                                | Ruanda                                                               | Qual. Mondiali 2026                                                  | -                                                                    | 82’                                                                  |
| 10-6-2024                                                            | Abidjan                                                              | Benin                                                                | 2 – 1                                                                | Nigeria                                                              | Qual. Mondiali 2026                                                  | -                                                                    | 87’                                                                  |
| 10-9-2024                                                            | Abidjan                                                              | Benin                                                                | 2 – 1                                                                | Libia                                                                | Qual. Coppa d'Africa 2025                                            | -                                                                    | 90’                                                                  |
| 15-10-2024                                                           | Kigali                                                               | Ruanda                                                               | 2 – 1                                                                | Benin                                                                | Qual. Coppa d'Africa 2025                                            | -                                                                    | 90+1’                                                                |
| Totale                                                               |                                                                      | Presenze                                                             | 25                                                                   |                                                                      | Reti                                                                 | 0                                                                    |                                                                      |